# マルさまぁ〜ず
『マルさまぁ〜ず』（英称：MARUsummers）は、2010年4月8日（7日深夜）から9月30日（29日深夜）まで、TBSで放送されていた深夜バラエティ番組。略称は「マルさま」。

## 番組概要
『神さまぁ〜ず』→『さまぁ〜ず式』→『ホリさまぁ〜ず』に続いての後継番組。スポンサーと番組名が変わったのみで、実質的に内容は全くといっていいほど変わっていない（このことは番組内でもネタにされている）。今回からTBSテレビでの放映日が水曜日となり、同時にハイビジョン収録に切り替わった。
さまぁ〜ずとゲストが、毎回お笑いロケ企画を試行し、「この企画、ゴールデンタイムでマル（放送可能）なのか?」を徹底検証。
幅広い視聴者層に受け入れられるために様々な趣向を凝らし、バラエティ色の強いロケ企画を量産。番組ホームページでは、放送する企画が「脈アリ」かどうかを毎週ジャッジ投票するシステムをとっており、毎週、実際に視聴者に放送された内容の是非を問い、「脈アリ」となったら即刻「ゴールデンStand-by企画」としてストックしていくと云うコンセプトで、「"ド直球"ゴールデンStand-byバラエティ番組」と銘打っている。
『神さまぁ〜ず』より続いてきたオープニングの作風から一転し、CG基調のものに変わった。また、今回のオープニングからはさまぁ～ず以外にも青木裕子が初登場している。
衣装は『ホリさまぁ〜ず』同様ゴルフのマスターズのキャディ風のつなぎを継承しているが、『さまぁ〜ず式』以来の色分け（大竹：白、三村：赤、ゲスト：濃紺・灰）に戻った。背番号方式ではなくなったが、三村の背中には「777」、大竹の背中には「007」という赤い数字が書かれている。
2010年10月より水曜19時でさまぁ～ず司会の『激変!ミラクルチェンジ』が開始される為、『神さまぁ〜ず』以来3年間続いたTBS系・さまぁ〜ずメインの深夜番組は当番組で終了となった。三村は、「おもしろくなって帰ってくる」と最終回で発言した。
なお、『ミラクルチェンジ』はわずか半年で終了。2011年4月より再び深夜の時間帯で『さまぁ〜ずのヤリタ☆ガ〜リ〜』がスタート。三村の発言が実現した形となっている。その半年後、『まさかのホントバラエティー イカさまタコさま』がスタートし、2012年4月18日からは、水曜19時に進出。

## 出演者
- さまぁ〜ず（大竹一樹・三村マサカズ）
- 青木裕子（TBSアナウンサー）

### 準レギュラー
『神さまぁ〜ず』→『さまぁ〜ず式』→『ホリさまぁ〜ず』と同様、1回の企画で呼ばれるのはコンビの片方がほとんどで、コンビで出演したのはブラックマヨネーズのみ。
- バナナマン（設楽統・日村勇紀）
- ブラックマヨネーズ（吉田敬・小杉竜一）
- フットボールアワー（岩尾望・後藤輝基）
- 有吉弘行
- 小木博明（おぎやはぎ）
- 山崎弘也（アンタッチャブル）
- 岡田圭右（ますだおかだ）
- 若林正恭（オードリー）
- 河本準一（次長課長）

## 放送リスト
| 回数   | 放送日(TBS)   | 内容                                                  | ゲスト                                                                           | その他出演者（グラビアアイドルほか） |
| ------ | ------------- | ----------------------------------------------------- | -------------------------------------------------------------------------------- | --- |
| 第01回 | 2010年4月8日  | みんなが笑っちゃうツアーズ                            | 設楽統（バナナマン） 後藤輝基（フットボールアワー）                              | 吹田早哉佳 入江由実 仲川子夢 新川優愛 |
| 第02回 | 2010年4月15日 | 今夜決定!自作自演ハプニングBest10                     | 有吉弘行 山崎弘也（アンタッチャブル）                                            | 吹田早哉佳 |
| 第03回 | 2010年4月22日 | 今夜決定!自作自演ハプニングBest10                     | 有吉弘行 山崎弘也（アンタッチャブル）                                            | 華彩なな |
| 第04回 | 2010年4月29日 | 在庫一掃セール!パープリンセールスマン                 | 小杉竜一（ブラックマヨネーズ） 山崎弘也（アンタッチャブル）                      | |
| 第05回 | 2010年5月6日  | クジ運王に挑戦!大竹に何とかやらせたい7のコト          | 後藤輝基（フットボールアワー） 山崎弘也（アンタッチャブル）                      | |
| 第06回 | 2010年5月13日 | クジ運王に挑戦!大竹に何とかやらせたい7のコト          | 後藤輝基（フットボールアワー） 山崎弘也（アンタッチャブル）                      | 浜崎慶美 |
| 第07回 | 2010年5月20日 | ポップコーンをこぼすな!肝据わり王決定戦               | 有吉弘行 後藤輝基（フットボールアワー）                                          | 瀬長奈津実 永瀬麻帆 石川りく 森田さな 柏木美里 川村えな 城敦子 ASUKA 斉藤雅子 水谷沙織 石原美優 山城理恵 栗山夢衣 相多愛 本島ルイカ 安倍リアナ 夏木楓 中谷梨紗 成澤ゆきえ 蟹沢可名 土岐麻梨子 長谷川優里 沖翔月 志田光 平川舞弥 福田えみ 柳恵梨菜 木下愛未 岡野真理亜 いおりこ 加藤悠 松本麻実 立花サキ 桜井莉緒 上原冴香 美波千夏 前田杏里 宮内かれん 高田亜莉沙 高山智恵美 神咲みゆ 西野ゆかり 古野あきほ 芝田翔生子 安藤あいか |
| 第08回 | 2010年5月27日 | 邪念を捨てろ!煩悩トレパーク                           | 小杉竜一（ブラックマヨネーズ） 山崎弘也（アンタッチャブル）                      | 加藤悠 桜井莉緒 |
| 第09回 | 2010年6月3日  | バラバラのカードを選べ!大竹カードクラブ               | 設楽統（バナナマン） 河本準一（次長課長）                                        | 木下愛未ほか多数 |
| 第10回 | 2010年6月10日 | 吉田おいしい とばっちりパーティー!                    | 吉田敬（ブラックマヨネーズ） 小木博明（おぎやはぎ） 山崎弘也（アンタッチャブル） | 本島ルイカ 成澤ゆきえ 城敦子 石沢りく 小泉みゆき 相多愛 柏木美里 |
| 第11回 | 2010年6月17日 | 吉田おいしい とばっちりパーティー!                    | 吉田敬（ブラックマヨネーズ） 小木博明（おぎやはぎ） 山崎弘也（アンタッチャブル） | 本島ルイカ 成澤ゆきえ 城敦子 石沢りく 小泉みゆき 相多愛 柏木美里 |
| 第12回 | 2010年6月24日 | 人物例え名人 小杉の○○ちゃうねんから! BINGO            | 有吉弘行 小杉竜一（ブラックマヨネーズ）                                          | |
| 第13回 | 2010年7月1日  | 思い出し笑い同窓会                                    | 後藤輝基（フットボールアワー） 山崎弘也（アンタッチャブル）                      | 柏木美里 木下愛未 館恵美 深澤ゆうき 永瀬麻帆 |
| 第14回 | 2010年7月8日  | 話モリモリ!後藤HIGH&LOW                               | 後藤輝基（フットボールアワー） 山崎弘也（アンタッチャブル）                      | 戸田れい |
| 第15回 | 2010年7月15日 | 話モリモリ!後藤HIGH&LOW                               | 後藤輝基（フットボールアワー） 山崎弘也（アンタッチャブル）                      | 戸田れい |
| 第16回 | 2010年7月22日 | S.A.T.C 〜アイドルにチクリ選手権〜                    | 岩尾望（フットボールアワー） 小杉竜一（ブラックマヨネーズ）                      | 齊藤夢愛 加藤沙耶香 松本さゆき |
| 第17回 | 2010年7月29日 | 今夜決定!自作自演ハプニングBest10                     | 日村勇紀（バナナマン） 岡田圭右（ますだおかだ） 若林正恭（オードリー）           | 愛萌 |
| 第18回 | 2010年8月5日  | 今夜決定!自作自演ハプニングBest10                     | 日村勇紀（バナナマン） 岡田圭右（ますだおかだ） 若林正恭（オードリー）           | 愛萌 |
| 第19回 | 2010年8月12日 | 好感度アゲアゲアワー かばっていいとも!                | 日村勇紀（バナナマン） 山崎弘也（アンタッチャブル）                              | 南まりか 渕上彩夏 木村好珠 |
| 第20回 | 2010年8月19日 | 人物例え名人 小杉の○○ちゃうねんから! ストラックアウト | 有吉弘行 小杉竜一（ブラックマヨネーズ）                                          | |
| 第21回 | 2010年8月26日 | 小銭を落とすな! 小銭神輿祭り                          | 設楽統（バナナマン） 吉田敬（ブラックマヨネーズ） 有吉弘行                       | |
| 第22回 | 2010年9月2日  | 好感度アゲアゲアワー かばっていいとも!2               | 設楽統（バナナマン） 小杉竜一（ブラックマヨネーズ）                              | 上林英代 村上友梨 高木あずさ 立花ゆか |
| 第23回 | 2010年9月9日  | 好感度アゲアゲアワー かばっていいとも!2               | 設楽統（バナナマン） 小杉竜一（ブラックマヨネーズ）                              | 上林英代 村上友梨 高木あずさ 立花ゆか |
| 第24回 | 2010年9月16日 | 負けたらパーマコロシアム                              | ブラックマヨネーズ 小木博明（おぎやはぎ）                                        | 川村あんな 永瀬麻帆 田中涼子 瀬長奈津実 川村えな 安藤あいか |
| 第25回 | 2010年9月23日 | 負けたらパーマコロシアム                              | ブラックマヨネーズ 小木博明（おぎやはぎ）                                        | 川村あんな 永瀬麻帆 田中涼子 瀬長奈津実 川村えな 安藤あいか |
| 最終回 | 2010年9月30日 | マルさまぁ〜ず最終回だよ! 全員集合!                   | 小木博明（おぎやはぎ）                                                           | |

## スタッフ
- 企画：大竹一樹
- 構成：大井洋一、山内正之、成瀬正人、福岡孝哲
- ナレーション：大江吉史
- TP：田熊克二
- CAM：松井光太郎
- AUD：吉永哲也
- VE：高山昌樹
- メイク：田沢智美
- スタイリスト：高村純子
- 編集：楠田惣彦
- MA：天谷馬直男
- 音効：村松聡（佳夢音）
- 技術協力：八峯テレビ、アンサーズ
- 撮影協力：マルハン
- 美術：TACreate
- CG：SPICIA
- 編成担当：坂田栄治
- 宣伝：小林久幸
- AP：久田誠司
- ディレクター：塩谷泰孝
- 演出：水野達也
- プロデューサー：飯沼美佐子
- 製作：G-yama、TBS

## ネット局と放送時間
| 放送対象地域 | 放送局                | 放送日時                     | 備考                                       |
| ------------ | --------------------- | ---------------------------- | ------------------------------------------ |
| 関東広域圏   | TBSテレビ（TBS）      | 木曜 0:55 - 1:25（水曜深夜） | 制作局                                     |
| 北海道       | 北海道放送（HBC）     | 水曜 1:26 - 1:56（火曜深夜） | 2010年4月29日（28日深夜）放送開始、3週遅れ |
| 青森県       | 青森テレビ（ATV）     | 木曜 1:10 - 1:40（水曜深夜） | 2ヶ月遅れ                                  |
| 山形県       | テレビユー山形（TUY） | 木曜 1:20 - 1:50（水曜深夜） | 2010年7月7日（6日深夜）放送開始            |
| 福島県       | テレビユー福島（TUF） | 土曜 1:35 - 2:05（金曜深夜） | 2010年6月18日放送開始                      |
| 新潟県       | 新潟放送（BSN）       | 木曜 0:50 - 1:20（水曜深夜） |                                            |
| 石川県       | 北陸放送（MRO）       | 火曜 0:25 - 0:55（月曜深夜） | 2010年4月20日（19日深夜）放送開始          |
| 長崎県       | 長崎放送（NBC）       | 金曜 0:20 - 0:50（木曜深夜） | 2010年4月23日（22日深夜）放送開始          |
| 熊本県       | 熊本放送（RKK）       | 水曜 0:25 - 0:55（火曜深夜） | 2010年4月21日（20日深夜）放送開始          |

## エンディングテーマ
- +Plus『Sun-Day!!』2010年4月・5月度
- Honey L Days『It's sweet,so sweet』2010年6月・7月度
- TETSUYA『LOOKING FOR LIGHT』2010年8月度